# 足利至
足利 至（あしかが いたる、1995年1月18日 - ) は、日本の俳優である。北海道出身。株式会社GFA所属。エンターテイメントボーイズユニットEMBLEMのメンバーで担当カラーは白。

## 人物
- T169.5 cm、S26cm
- 愛称は、いたるん、あっしーなど。
- 好きな食べ物は、ミートスパ。

## 主な出演

### 映画
- 『岡野教授の千年花草譚』（2018年3月一般公開）
- 『MISSION IN B.A.C.THE MOVIE〜幻想と現実の an interval〜 』[1]（2020年10月一般公開、監督：山口ヒロキ） - バンド仲間 役

### テレビドラマ
- 日本テレビ『Missデビル 人事の悪魔・椿眞子 』[2] 第1話（2018年4月） - 新入社員 役
- BSテレ東『サイレント・ヴォイス season1 』第3話（2018年10月） - 一ノ瀬 役

### テレビ番組
- TOKYO MX 他『〜なんとなく歴史が学べる映像〜 戦国炒飯TV 〜なんとなく歴史が学べる映像〜 』[3]（2020年8月 - ） - うつけ坂49 祖父江孫 役

### 舞台
- アドリブ心理劇『レジスタンスイレブン 』（2018年6月・全労済ホール スペース・ゼロ）
- 『ツキプロ文化祭2018 SUMMER 『月野百鬼夜行外伝 夏夢祭』 』（2018年7月・パシフィコ横浜国立大ホール）
- 『『Over Smile』（再演） 』（2018年9月・CBGKシブゲキ!!）
- 『帝都探偵奇譚ジゴマ 』[4]（2018年10月・シアターKASSAI） - 御船三郎 役
- 『コジコジ 』[5]（2019年8月・CBGKシブゲキ!!） - ドーデス/ボシー 役
- 『魔術士オーフェン はぐれ旅 』（2019年8月・六行会ホール） -  アンサンブル
- 『爆走おとな小学生第十回課外授業「Office-9no1-」』[6]（2020年2月・CBGKシブゲキ!!） - 赤石 役
- 『家庭教師ヒットマンREBORN!#番外編 』[7]（2020年11月7日 - 15日、天王洲 銀河劇場  / 11月19日 - 22日、京都劇場） - アンサンブル
- 『コトバノコトバ』（2020年3月17日 - 21日・シアターサンモール） - ローガン 役
- 『murderHolic』（2021年7月・池袋シアターグリーンBOXinBOXシアター） - 主演 雪村楓 役
- 『漢のピリオド.〜The Last Stage〜』（2021年9月16日 - 9月20日・CBGKシブゲキ!!） - 鬼乃手下 役
- 『戦国送球〜バトルボールズ〜』（2022年2月23日 - 2月27日・CBGKシブゲキ!!） - 安達隆 役
- 『上原ぺこプロデュース 朗読ライブvol.3』（2022年3月2日・神田MIFA） - 宮島龍一郎/陸 役
- 『ATM(アトム)旗揚げ公演 短編朗読劇『七十億通りの心酔物語』』（2022年4月2日 - 4月3日・こった創作空間） - 新井誠人 役
- 『リリーフ・ライト・ガン』（2022年4月・CBGKシブゲキ!!） - 音チーム 玲夢 役
- 『上原ぺこ12周年記念主催イベント 夏の生誕ショー -前夜祭-』（2022年5月15日・五反田G2） - 『ワンダーラストヒューマノイド』アルバ 役
- 『舞台『処女のまま死ぬやつなんていない、みんな世の中にやられちまうからな』』（2022年7月1日 - 7月10日・博品館劇場） - アンサンブル
- 『舞台『下山〜親鸞の覚悟〜』』（2022年8月17日 - 8月21日・中目黒キンケロシアター） - 間安 役
- 『舞踏戦士オドルンZファイター』』（2022年9月16日 - 9月19日・シアターGロッソ） - 吉田隊員 役
- 『Piece Box #5 「All for you」』（2022年10月26日 - 10月30日・上野ストアハウス） - 佐藤正夫 役
- 『舞台『Wizards Storia-cadere-』』（2022年12月22日 - 12月26日・羽生市産業文化ホール(小ホール)） - アンサンブル
- 『上原ぺこプロデュース朗読ライブvol.4～DELUXE～』（2022年12月29日 - 12月30日・五反田G3） - 陸 役
- 『フェイクワンダーランド』（2023年2月・両国Air studio） - 旋チーム 爽太 役